# Saint-Denis-de-Méré
Saint-Denis-de-Méré é uma comuna francesa na região administrativa da Normandia, no departamento Calvados. Estende-se por uma área de 11,44 km². Em 2010 a comuna tinha 813 habitantes (densidade: 71,1 hab./km²).